# Val de San Martín
Val de San Martín es un municipio y localidad española de la provincia de Zaragoza, en la comunidad autónoma de Aragón. El término municipal, ubicado en la comarca de Campo de Daroca, tiene una población de 59 habitantes (INE 2024).

## Historia
En el año 1248, por privilegio de Jaime I, este lugar se desliga de la dependencia de Daroca, pasando a formar parte de Sesma del Campo de Gallocanta en la Comunidad de Aldeas de Daroca, que en 1838 fue disuelta.
Hacia mediados del siglo XIX, el lugar tenía contabilizada una población de 173 habitantes. La localidad aparece descrita en el decimoquinto volumen del Diccionario geográfico-estadístico-histórico de España y sus posesiones de Ultramar de Pascual Madoz de la siguiente manera:

VAL DE SAN MARTIN: l. con ayunt. de la prov., aud. terr. y dióc. de Zaragoza (15 leg.), c. g. de Aragon, partido jud. de Daroca (1). sit. en un barranco al estremo occidental de la prov.: le baten los vientos del N., E. y S.; y su clima es afecto á las intermitentes. Tiene 45 casas de mala construccion, inclusa la del ayunt.; escuela de niños, á la que concurren 6, dotada con 400 rs.; igl. parr. (San Blas) servida por un cura de entrada, de provision del capítulo ecl. de San Miguel de Daroca. Confina el térm. por N con Valconchon; E. Valdeorna; S. Berrueco, y O. Santed: su estension es de 1/2 leg. en todas direcciones, y comprende un monte carrascal. El terreno es de mala calidad; participa de secano y una pequeña porcion de regadío que fertiliza un arroyo que nace y muere en el mismo térm., de cuyas aguas y de las buenas de una fuente se surten también los vec. para sus usos. caminos: el que dirige á Daroca en mal estado. El correo se recibe de aquel punto por balijero tres veces á la semana. prod.: trigo, centeno y lentejas; mantiene ganado de vientre, y hay alguna caza de liebres. ind.: la agrícola. pobl.: 36 vec., 173 alm. cap. prod.: 368,931 rs. imp.: 21,600. contr.: 5,074.
(Madoz, 1849, p. 259)

## Demografía
Val de San Martín cuenta con una población de 59 habitantes (INE 2024).
| Gráfica de evolución demográfica de Val de San Martín entre 1842 y 2021                                             |
| |
| Población de derecho según los censos de población del INE Población de hecho según los censos de población del INE |

## Administración y política
| Período   | Alcalde                    | Partido |  |
| --------- | -------------------------- | ------- |  |
| 1979-1983 | Hilario Sebastián Llorente | PAR     |  |
| 1983-1987 |                            |         |  |
| 1987-1991 |                            |         |  |
| 1991-1995 |                            |         |  |
| 1995-1999 | José Javier Abad Santos    |         |  |
| 1999-2003 |                            |         |  |
| 2003-2007 |                            |         |  |
| 2007-2011 |                            |         |  |
| 2011-2015 |                            |         |  |
| 2015-2019 | José Luis Sebastián Bello  | PSOE    |  |

| Partido político    | Partido político                                   | 2003   | 2007   | 2011   | 2015   |
| Partido político    | Partido político                                   | Ediles | Ediles | Ediles | Ediles |
|                     | Partido de los Socialistas de Aragón (PSOE-Aragón) | —      | 1      | 1      | 1      |
|                     | Partido Popular de Aragón (PP)                     | —      | —      | —      | —      |
|                     | Partido Aragonés (PAR)                             | 1      | —      | —      | —      |
|                     | Chunta Aragonesista (CHA)                          | —      | —      | —      | —      |
| Total de concejales | Total de concejales                                | 1      | 1      | 1      | 1      |

## Patrimonio
Tiene interés el monte con restos del despoblado de San Miguel de Cebollada y la iglesia parroquial dedicada a San Blas y que conserva restos del ábside del siglo XIII, con añadidos de los siglos XIV y XV.
En Val de San Martín encontramos también buena muestra de los típicos peirones:
- Peirón de San Antón, en el camino de la fuente
- Peirón de San Blas, a la salida del pueblo hacia la carretera
- Peirón de San Roque, junto al camino de Valdehorna.
- Peirón de San Quilez, en una de las cúspides de la sierra.

### Iglesia parroquial de San Blas
La iglesia de Val de San Martín, dedicada a San Blas, es un edificio realizado en mampostería con esquinazos de sillares; sólo el ábside recuerda su carácter románico, al exterior. El interior está formado por una sola nave de tres tramos más una cabecera poligonal de cinco paños. Se cubre con bóvedas de crucería sencilla que apoyan en pequeñas ménsulas; los arcos perpiaños son apuntados, lo mismo que los laterales del presbiterio; estos últimos deformes y de gran espesor. Tiene aspecto de haber tenido antiguamente cubierta de madera y de ser obra del siglo XIII, pero es posible que a finales del siglo XIV o en el XV se cubriera con la bóveda actual y en ese tiempo y posteriormente se le abrieran las capillas laterales y la sacristía.
Parece que a finales del siglo XVI se elevó la nave y se cubrió con bóvedas de crucería, tal vez añadiendo un tramo a los pies; esta obra sería fruto del mandato del arzobispo de Zaragoza, don Hernando de Aragón, en 1567. La torre es de ladrillo y parece obra del siglo XVIII.
Los trabajos de restauración de la iglesia realizados en el año 2011 se han centrado en las cubiertas, tanto en la nave central como en las laterales, la torre y los paramentos exteriores.

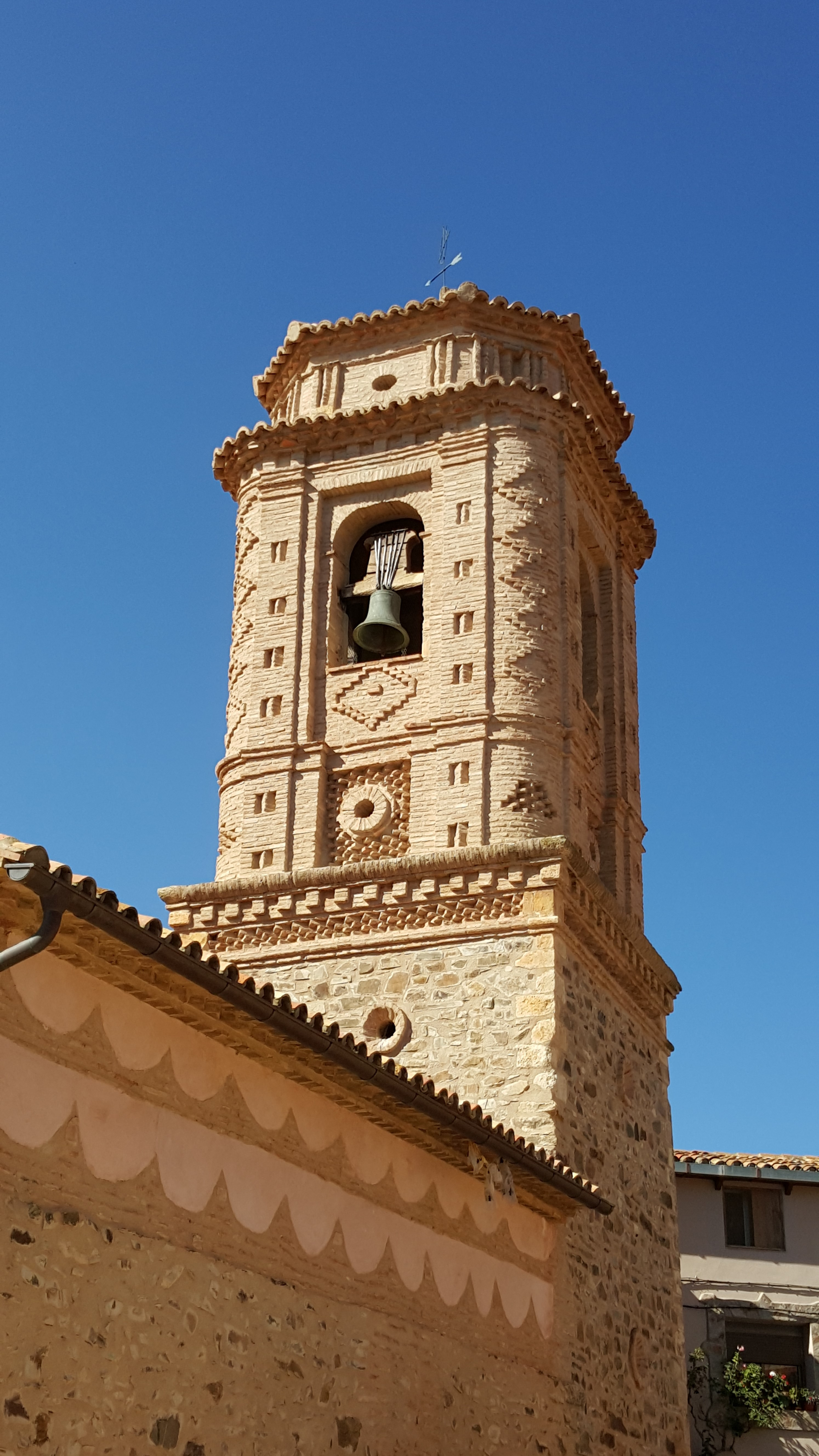
Iglesia de Santa María la Mayor
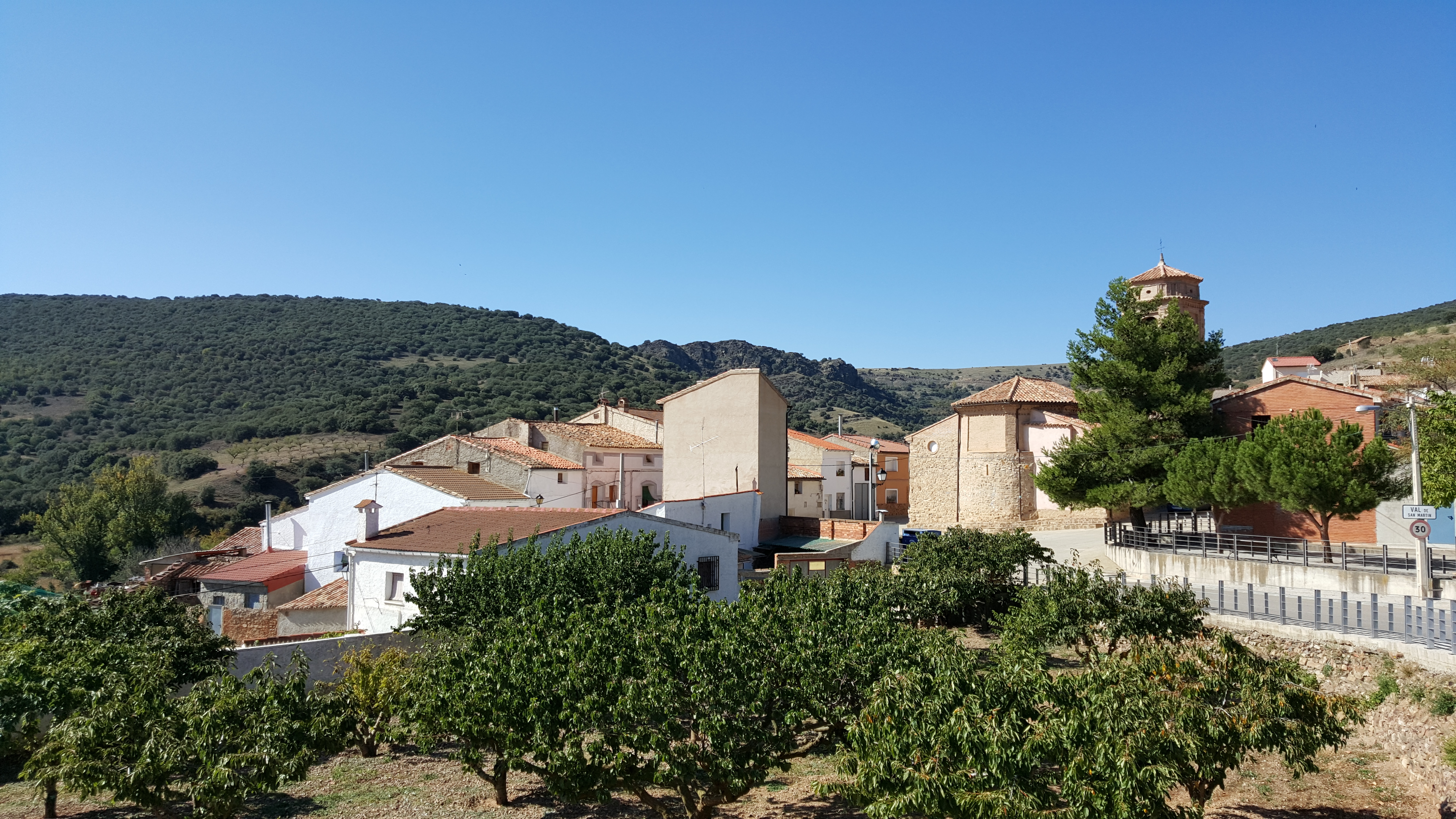
Vista del municipio
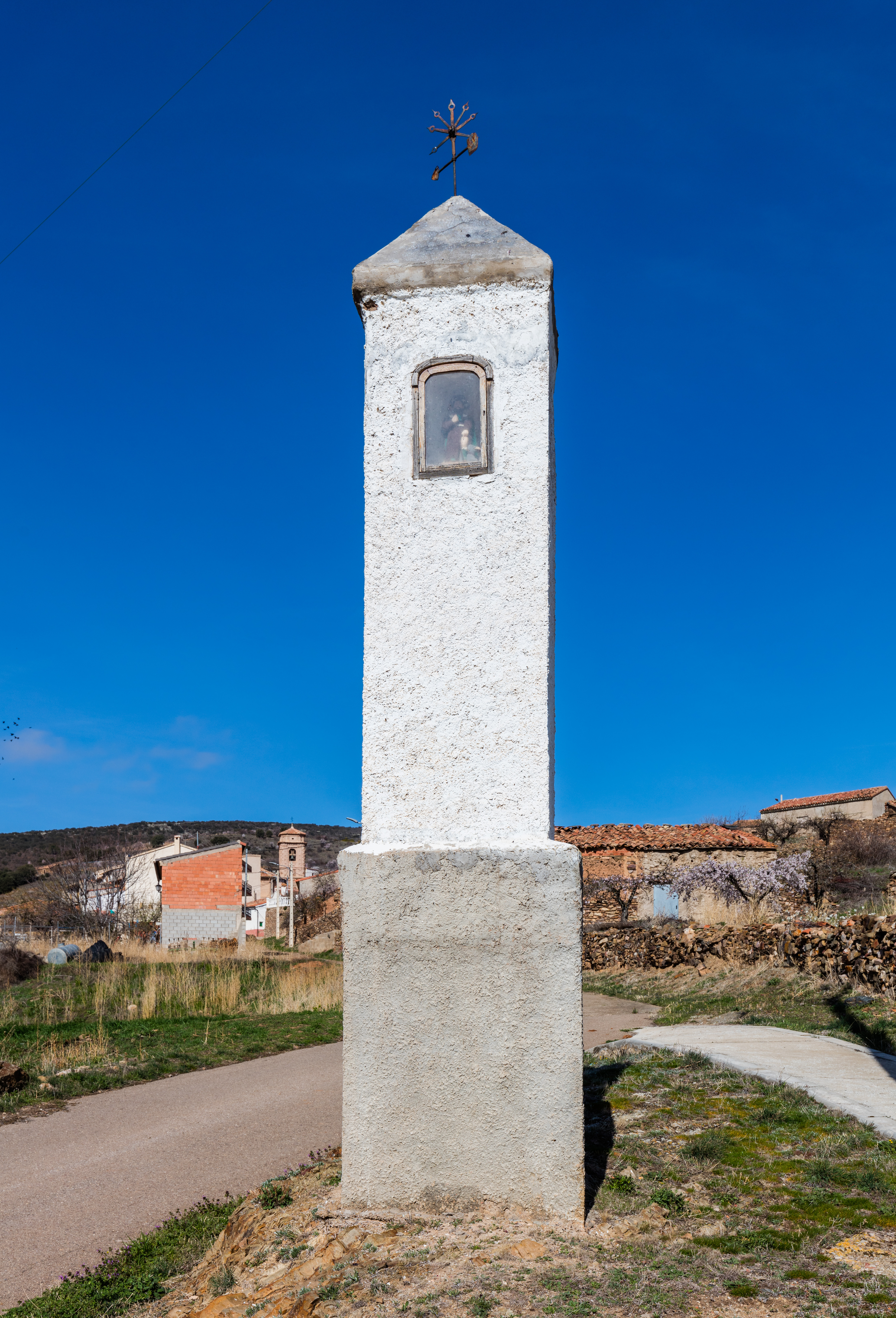
Peirón de San Roque
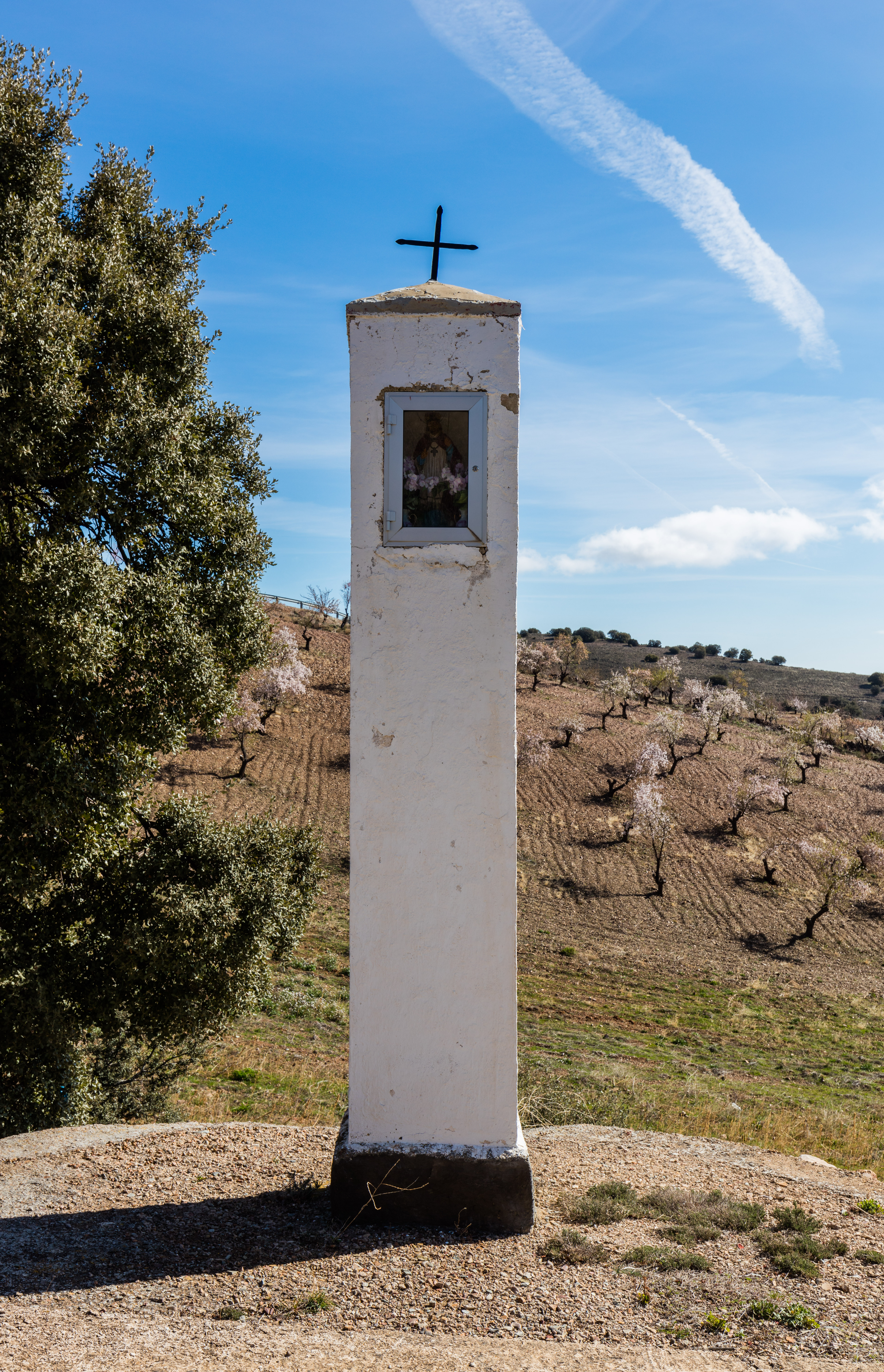
Peirón de San Blas